# Бруме, Эсе
Эсе Бруме (англ. Ese Brume, род. 20 января 1996 года, Нигерия) — нигерийская легкоатлетка, выступающая преимущественно в прыжках в длину, призёр Олимпийских игр и чемпионатов мира, трёхкратная чемпионка Африки (2014, 2016 и 2018), двукратная чемпионка Игр Содружества (2014 и 2022).

## Биография и карьера
Дебютировала на международной арене в 2013 году на чемпионате Африки среди юниоров в Бамбусе, где победила в прыжке в длину и эстафете 4×100 м, а также стала серебряным призёром в тройном прыжке и заняла четвертое место в беге на 100 м. В 2014 году выиграла Игры Содружества и чемпионат Африки. В 2015 году победила в трёх дисциплинах на чемпионате Африки среди юниоров — эстафете 4×100 м, прыжке в длину и тройном прыжке, а также стала третьей в беге на 100 м. В 2016 году вновь победила на чемпионате Африки, а затем стала пятой на своей дебютной Олимпиаде.

## Основные результаты
| Год  | Соревнование                   | Место проведения             | Место  | Дисциплина     | Результат |
| ---- | ------------------------------ | ---------------------------- | ------ | -------------- | --------- |
| 2013 | Чемпионат Африки среди юниоров | Бамбус, Маврикий             | 4      | 100 м          | 12,16     |
| 2013 | Чемпионат Африки среди юниоров | Бамбус, Маврикий             | 1      | 4 × 100 м      | 46,28     |
| 2013 | Чемпионат Африки среди юниоров | Бамбус, Маврикий             | 1      | прыжок в длину | 6,33 м    |
| 2013 | Чемпионат Африки среди юниоров | Бамбус, Маврикий             | 2      | тройной прыжок | 12,52 м   |
| 2014 | Чемпионат мира среди юниоров   | Юджин, США                   | 11 (h) | 4 × 100 м      | 45,93     |
| 2014 | Чемпионат мира среди юниоров   | Юджин, США                   | 33 (q) | прыжок в длину | 5,18 м    |
| 2014 | Чемпионат Африки               | Марракеш, Марокко            | 1      | прыжок в длину | 6,50 м    |
| 2014 | Игры Содружества               | Глазго, Великобритания       | 1      | прыжок в длину | 6,56 м    |
| 2015 | Чемпионат Африки среди юниоров | Аддис-Абеба, Эфиопия         | 3      | 100 м          | 11,86     |
| 2015 | Чемпионат Африки среди юниоров | Аддис-Абеба, Эфиопия         | 1      | 4 × 100 м      | 44,83     |
| 2015 | Чемпионат Африки среди юниоров | Аддис-Абеба, Эфиопия         | 1      | прыжок в длину | 6,33 м    |
| 2015 | Чемпионат Африки среди юниоров | Аддис-Абеба, Эфиопия         | 1      | тройной прыжок | 13,16 м   |
| 2015 | Африканские игры               | Браззавиль, Республика Конго | 4      | прыжок в длину | 6,23 м    |
| 2016 | Чемпионат Африки               | Дурбан, ЮАР                  | 1      | прыжок в длину | 6,57 м    |
| 2016 | Летние Олимпийские игры        | Рио-де-Жанейро, Бразилия     | 5      | прыжок в длину | 6,81 м    |